# فابيو بانيتا
فابيو بانيتا (بالإيطالية: Fabio Panetta)‏ من مواليد 1 أغسطس 1959 هو خبير اقتصادي ومصرفي إيطالي يشغل منصب عضو في المجلس التنفيذي للبنك المركزي الأوروبي منذ عام 2020. شغل سابقًا منصب النائب الأول لمحافظ بنك إيطاليا ورئيسًا لمعهد الإشراف على التأمين ‏ خلال العام 2019.